# Пассаж Попова
Пассаж Константина Семёновича Попова (позднее — Джамгаровых) — историческое торговое здание, расположено в Москве на улице Кузнецкий Мост, 12. Построено по заказу чаеторговца К. С. Попова архитектором А. И. Резановым в 1877 году. В пассаже Попова в 1882 году открылась первая московская телефонная станция, а в 1885 году на фасаде здания впервые в Москве появилась световая реклама. С 1958 по 2014 в здании работала Государственная публичная научно-техническая библиотека. Здание является заявленным объектом культурного наследия.

## История

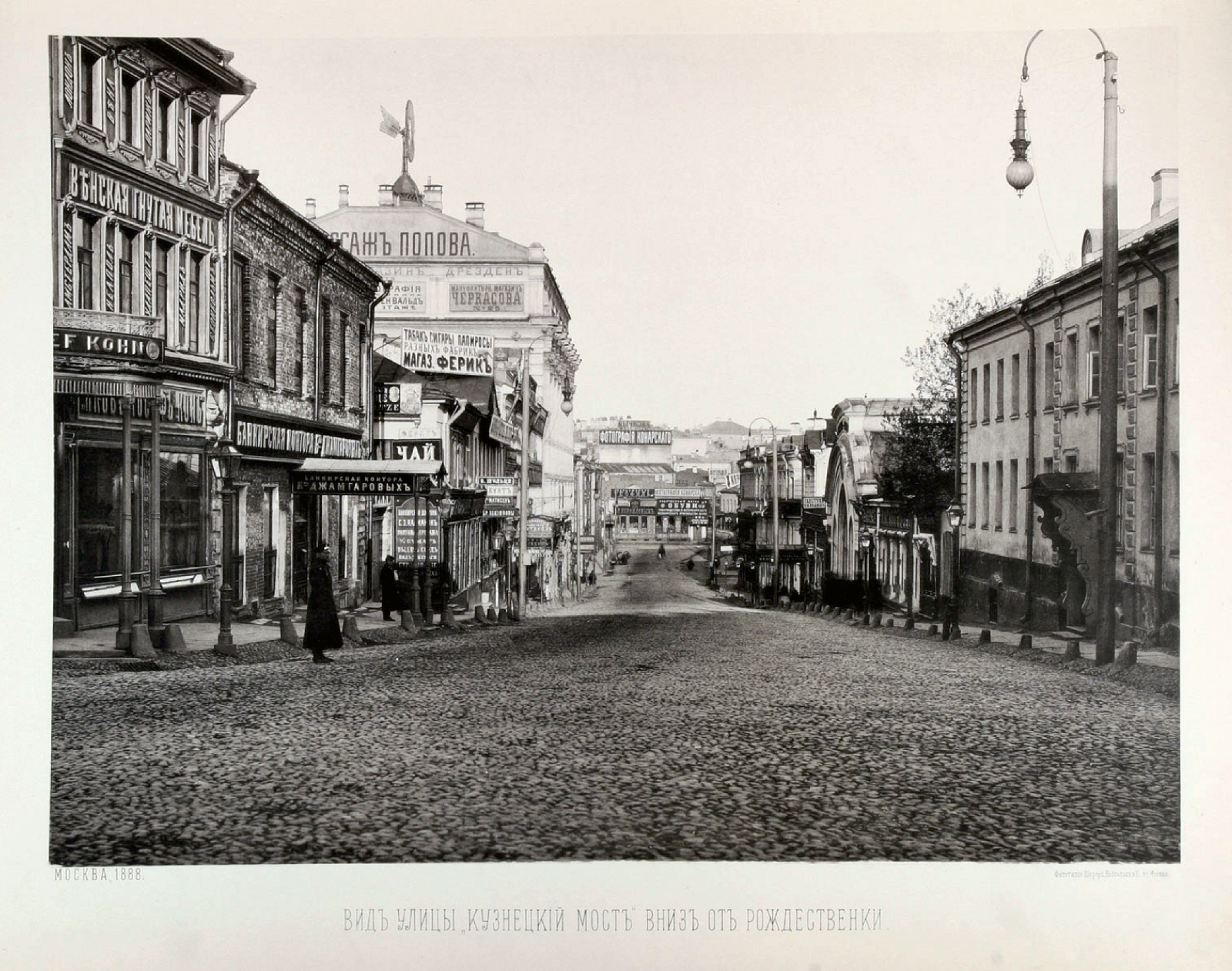
Кузнецкий Мост. Вид в сторону Неглинной, слева виден Пассаж Попова. 1888 г.

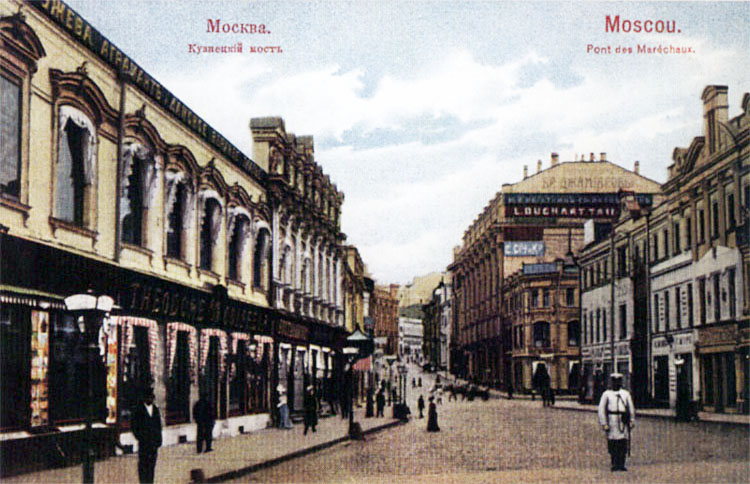
Кузнецкий Мост. Вид в сторону Рождественки. Около 1900 года.

На месте современного здания в конце XVII — начале XVIII века находились владения стольника И. М. Вердеревского с двумя домами по улице. К середине XVIII века участок перешёл графу П. Б. Шереметеву, в 1770-х годах иностранцу И. Тардье, а затем француженке М. Ф. Роже. В начале XIX века здесь располагались каменный дом и сад строителя Неглинного канала генерал-майора Е. И. Бланкеннагеля, в котором в 1810-х годах размещалась книжная лавка Горна. Во время пожара 1812 года дом уцелел, перейдя через пять лет к падчерице владельца А. В. Каразиной, жене известного просветителя В. Н. Каразина. После смерти Каразина владение перешло к его детям. В 1820-х годах на первом этаже здания размещалась кондитерская Гуа, а на втором — книжная лавка одного из лучших московских типографов А. Семена. Многие годы в здании работал музыкальный и нотный магазин А. Грессера и магазин семьи Дациаро, с 1829 года торговавший здесь картинами, гравюрами, дагеротипами и фотографией, бумагой и краской для художников. В 1831 году в доме Каразиных разместились универсальный магазин и отделение Санкт-петербургского банкирского дома И. В. Юнкера. Банкирский дом продавал и скупал облигации различных кредитных обществ, строительных комитетов, железных дорог. В 1876 году Юнкер приобрёл дом № 16 и переехал на новое место.
В 1870-х годах владение перешло крупному чаеторговцу, купцу К. С. Попову, который снёс прежние двухэтажные строения и в 1877 году построил Пассаж по проекту петербургского архитектора А. И. Резанова. Строительством пассажа руководили московские архитекторы С. В. Дмитриев и В. А. Коссов. «Пассаж Попова» был вдвое выше окружающей застройки и многие годы являлся композиционной доминантой этой части улицы. Фасад пятиэтажного здания расчленён на семь типовых ячеек, за исключением центра строения, нижняя часть которого отделана чёрным лабрадоритом; богато украшен лепным орнаментом в духе итальянского ренессанса и барокко. Двухчастные окна второго и третьего этажей оформлены полуколоннами тосканского ордера.
После постройки в здании разместились многочисленные магазины: меховых изделий Сергея Ивановича Белкина, ювелирный И. Фульда, юридических книг А. Скорова, фотография А. А. Эйхенвальда. Здесь же находилась квартира Эйхенвальда, где вместе с ним жил его сын Александр, дочь Маргарита и её муж С. Е. Трезвинский. В доме жил также артист Малого театра М. А. Решимов. В июле 1882 года в пассаже Попова открылась первая в Москве телефонная станция на 800 номеров, для чего на крыше здания была построена деревянная башня, откуда во все стороны расходились провода. Сам К. С. Попов стал первым московским абонентом. В 1885 году здесь же была устроена первая в городе световая реклама — слово «ПАССАЖЪ», выложенное из электрических лампочек. В 1894 году в одном из помещений Пассажа открылось «Русское фотографическое общество», на заседаниях которого выступали Н. Е. Жуковский, Н. А. Умов, К. А. Тимирязев, Н. Д. Зелинский и другие видные учёные. Здесь же находились фотографический павильон, копировальня, комната для увеличения, лаборатории, музей и библиотека Общества. Деятельность Русского фотографического общества освещалась на страницах журнала «Фотографическое обозрение», а с 1908 года начал выходить журнал «Вестник фотографии», редакция которого также размещалась в этом здании. В 1883 году по проекту архитектора И. Ф. Червенко в здании был устроен сквозной проход на Пушечную улицу, превративший Пассаж в популярную пешеходную артерию Владелец дома К. С. Попов был страстным коллекционером и в своих деловых поездках приобретал художественные изделия, которые демонстрировал в залах Пассажа. Здесь же неоднократно устраивали выставки картин И. Г. Айвазовского, Н. А. Ярошенко и других живописцев. В начале 1890-х годов в Пассаже размещалась редакция иллюстрированного журнала «Царь-колокол», с которым сотрудничали А. В. Амфитеатров, В. И. Немирович-Данченко, Е. А. Салиас и другие.

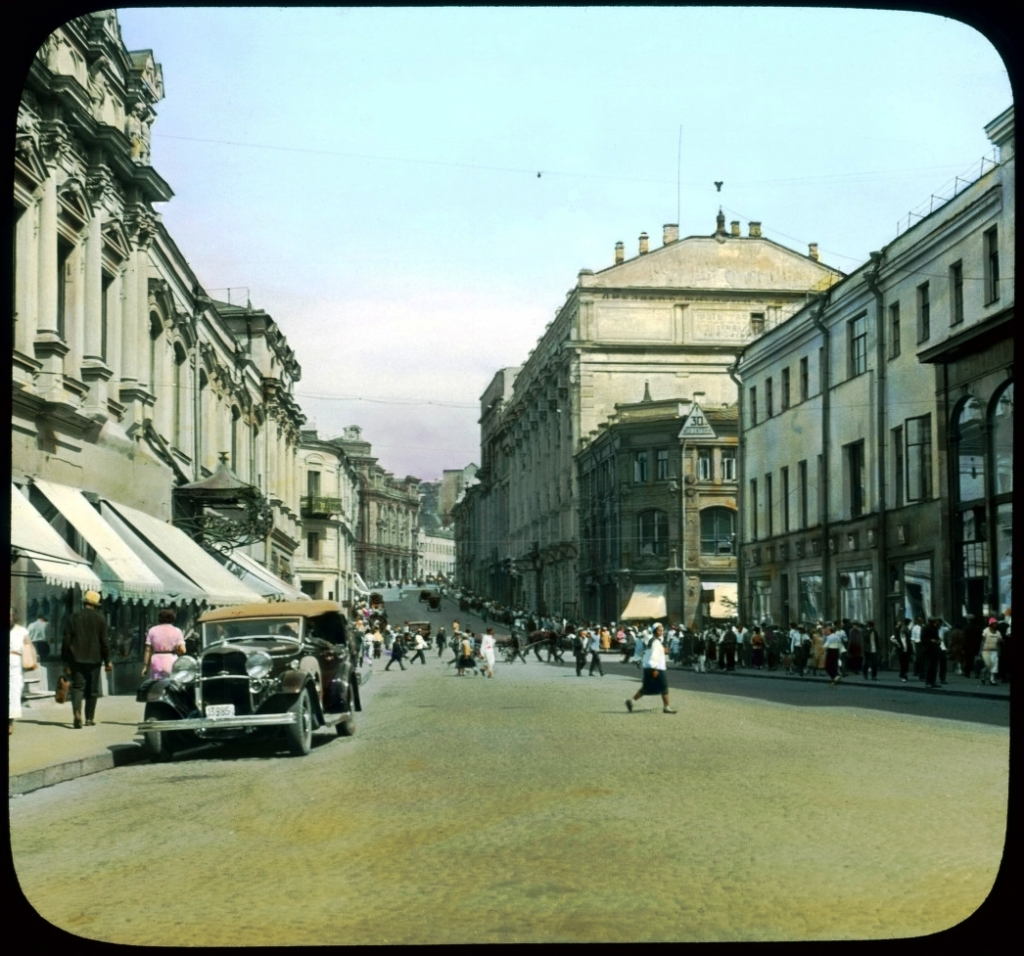
Улица Кузнецкий Мост. 1932—1933 года

В 1899 году К. С. Попов продал здание Банкирскому дому братьев Джамгаровых, устроившему в нём банк. Для размещения банка пассаж был перегорожен, а в галерее дворового корпуса устроен кассовый зал. Помимо банка в пассаже Джамгаровых размещалась дирекция «Концертов С. Кусевицкого», дела которой вёл Михаил Табаков, работала кондитерская и небольшая кофейня товарищества «Сиу и Ко», которое первым в России освоило производство шоколада. Кондитерская и кофейня были оформлены лучшими русскими мастерами в стиле модерн по заказанным в Париже рисункам. Здесь же находился магазин Общества распространения полезных книг, издававшего книги «для народного и детского чтения», два нотных магазина, редакция журнала «Русское обозрение», магазины ремесленных изделий и игрушек, ювелирных вещей и драгоценных камней. За несколько дней до революции Джамгаровы продали здание одному из петроградских банков.
После революции здание занимали различные учреждения: Госстрах СССР, трест «Электроимпорт» с бюро фирмы «Siemens», райсовет Городского района, Курсы усовершенствования врачей Министерства здравоохранения, несколько научных медицинских обществ. В первой половине 1930-х годов в здании размещалась главная контора в/о «Торгсин», в конце 1930-х гг. здесь находилась редакция журнала «Интернациональная литература». С 1958 года в доме работала Государственная публичная научно-техническая библиотека, насчитывающая в своих фондах свыше 10 миллионов томов книг. В 2005 году было принято решение о реконструкции здания Пассажа, с переводом библиотеки в другое место. Предполагалось, что после реконструкции здесь разместится торговый центр, по некоторым данным — британский универмаг Harvey Nichols. Здание Пассажа планировалось реконструировать по проекту архитектора П. Андреева со сносом фасада по Пушечной улице авторства архитектора А. Каминского и последующим его «восстановлением». Планировалось также снести расположенные во дворе хозяйственные строения конца XIX века, а на чердаке здания пассажа устроить пентхаусы. Дом был внесён в Красную книгу Архнадзора (электронный каталог объектов недвижимого культурного наследия Москвы, находящихся под угрозой).